# Халк против
«Халк против» (англ. Hulk vs) — американский мультипликационный фильм компании Lionsgate, нарисованный японской студией Madhouse и состоящий из двух короткометражных кинобитв Халка: одна против Росомахи, другая — против Тора. Оба короткометражных мультфильма получили рейтинг «PG-13».

## Халк против Росомахи

### Сюжет
Халк идёт напролом сквозь канадские леса, оставляя за собой смерть и разрушения. Его надо остановить во что бы то ни стало, и есть только один человек, способный выполнить эту задачу — Росомаха, элитный агент сверхсекретного канадского департамента «H». После четырёхчасового преследования Росомаха настигает Халка в горах, и вот двое могучих противников сходятся в жесточайшей схватке… Неожиданно их яростную драку прерывает вмешательство Мародёров, которые обездвиживают обоих и увозят с собой. 
 Росомаху и Халка доставляют в секретную лабораторию. Когда-то её глава, профессор Торнтон, проводил здесь опыты над Росомахой, но тому удалось бежать; теперь Торнтон собирается использовать генный материал Росомахи и Халка для создания «супер-солдата», а их самих — уничтожить.

### Персонажи
- Фред Таташор — Халк / Hulk
- Брайс Джонсон — Брюс Бэннер / Bruce Banner
- Стивен Блум — Росомаха / Wolverine
- Нолан Норт — Дэдпул / Deadpool
- Марк Эксон — Саблезубый / Sabretooth
- Джанис Джод — Леди Смертельный Удар / Lady Deathstrike
- Колин Мёрдок — Красный Омега / Omega Red
- Том Кейн — профессор Торнтон / Professor Thornton[2]

## Халк против Тора

### Сюжет
В этом эпическом сорокапятиминутном мультфильме показана битва богов с чудовищами. Веками Локи, бог коварства, искал способ победить своего ненавистного сводного брата, Тора. Но во всех битвах всех девяти царств, в которых когда-либо бился Тор, только одно существо смогло сравниться с ним по силе — смертный зверь Мидгарда, известный как Халк. И теперь, когда Один, король богов, погрузился в глубокий сон, а силы, защищающие Асгард, пребывают в слабости, Локи, наконец-то, готов расставить свою ловушку. В классической битве, которая как никогда проверит возможности героя, только могучий Тор может надеяться на преобладание.

### Персонажи
- Фред Таташор — Халк / Hulk
- Брайс Джонсон — Брюс Бэннер / Bruce Banner
- Мэттью Вульф — Тор / Thor
- Грэм Мактавиш — Локи / Loki
- Грей Делайл — Сиф / Sif
- Кэри Уолгрен — Амора/Чаровница / Amora/Enchantress
- Джей Бразо — Вольстаг / Volstagg
- Джонатан Холмс — Фандрал / Fandral
- Пол Добсон — Хогун / Hogun
- Майкл Адамтуэйт — Бальдер / Balder
- Френч Тикнер — Один / Odin
- Джанис Джод — Хела / Hela
- Николь Оливер — Бетти Росс / Betty Ross
- — Хеймдалль (камео)

## Создание фильма

### Халк против Росомахи
Это тридцатитрёхминутный мультфильм, в котором рассказывается история из выпуска комикса The Incredible Hulk (Vol. 1, № 181), первое появление Росомахи. Джефф Мацуда был художественным руководителем, а Крэйг Кайл и Кристофер Йост написали историю. Кайл также выступил в качестве продюсера мультфильма. Сценарист/продюсер Крэйг Кайл заявил, что этот мультфильм является приквелом к выходящему вскоре мультсериалу «Росомаха и Люди Икс».

### Халк против Тора
Это сорокапятиминутный мультфильм на тему Рагнарёка, в котором Халк бьётся «со всем известными божествами из серии комиксов о Торе» (известными под общим названием богов Асгарда), после того, как Локи телепортирует его, пока Один пребывает в своём сне.

## Интересные факты
- В лаборатории Торнтона, среди резервуаров с зародышами клонов, можно увидеть один под номером «Х-23». Это — девочка-клон Росомахи, впоследствии известная как Лаура Кинни.
- Первоначальный вариант «фирменного» костюма Росомахи (который он носил, пока был членом «Команды Икс») — серый с чёрным.
- Трое из пяти членов «Команды Икс» пользуются когтями в качестве оружия.